# وانینا اونتو
وانینا اونتو (اسپانیایی: Vanina Oneto‎؛ زادهٔ ۱۵ ژوئن ۱۹۷۳) ورزشکار هاکی روی چمن اهل آرژانتین است.
وی در مسابقات کشوری و بین‌المللی در مجموع برندهٔ ۶ مدال طلا، ۳ مدال نقره، ۲ مدال برنز شده‌است.